# Георг Доннер
Георг Доннер (повне ім'я Георг Рафаель Доннер, нім. Georg Raphael Donner; 24 травня, 1693, Еслінг — 15 лютого, 1741, Відень) — австрійський скульптор доби бароко.

## Біографія
Походив з ремісників, його батько був тесляр. Починав як учень ювеліра. У 1707 році перейшов до майстерні скульптора Джованні Джуліані (1664—1744), венеційця, що працював в Австрії. Праця з Джуліані дала можливість знайомства з художнім зібранням князя Ліхтенштейна. Все це мало значний вплив на художню свідомість молодого скульптора. Пізніше його успіхи дивували знавців, бо ті знали, що Доннер не навчався в Італії. У 1710 році він перебував в місті Мюнхен, де вивчав ливарну справу, необхідну для створення скульптур з металів.
До ранішніх творів майстра відносять «Меркурія» і «Амура» (свинець, музей монастиря Клостернойбург), де вбачають впливи фламандця Франсуа Дюкенуа чи Адріана де Вріса, твір якого молодий скульптор міг бачити в Дрездені під час візиту до скульптора Бальтазара Пермозера. Деякий час працював в палаці Мірабель в місті Зальцбург (скульптурні оздоби парадних сходинок палацу).
Значущою була праця по замові примаса Угорщини, князя Імре Естергазі, в соборі міста Братислава (тоді Пожонь). Доннер зробив кінний монумент св. Мартина, що віддає жебраку половину власного плаща. Одяг Мартина нагадує тогочасний одяг заможного угорця.
У 1734 році створив скульптуру імператора Австрії Карла VI у вигляді римського імператора з фігурою-алегорією Слави (Музей бароко в палаці Нижній Бельведер).
В останні роки життя Доннер працював над створенням фігур фонтану по замові магістрату Відня. Фонтан вінчає фігура Провидіння(або Мудрого Правління), як натяк на замовників твору.

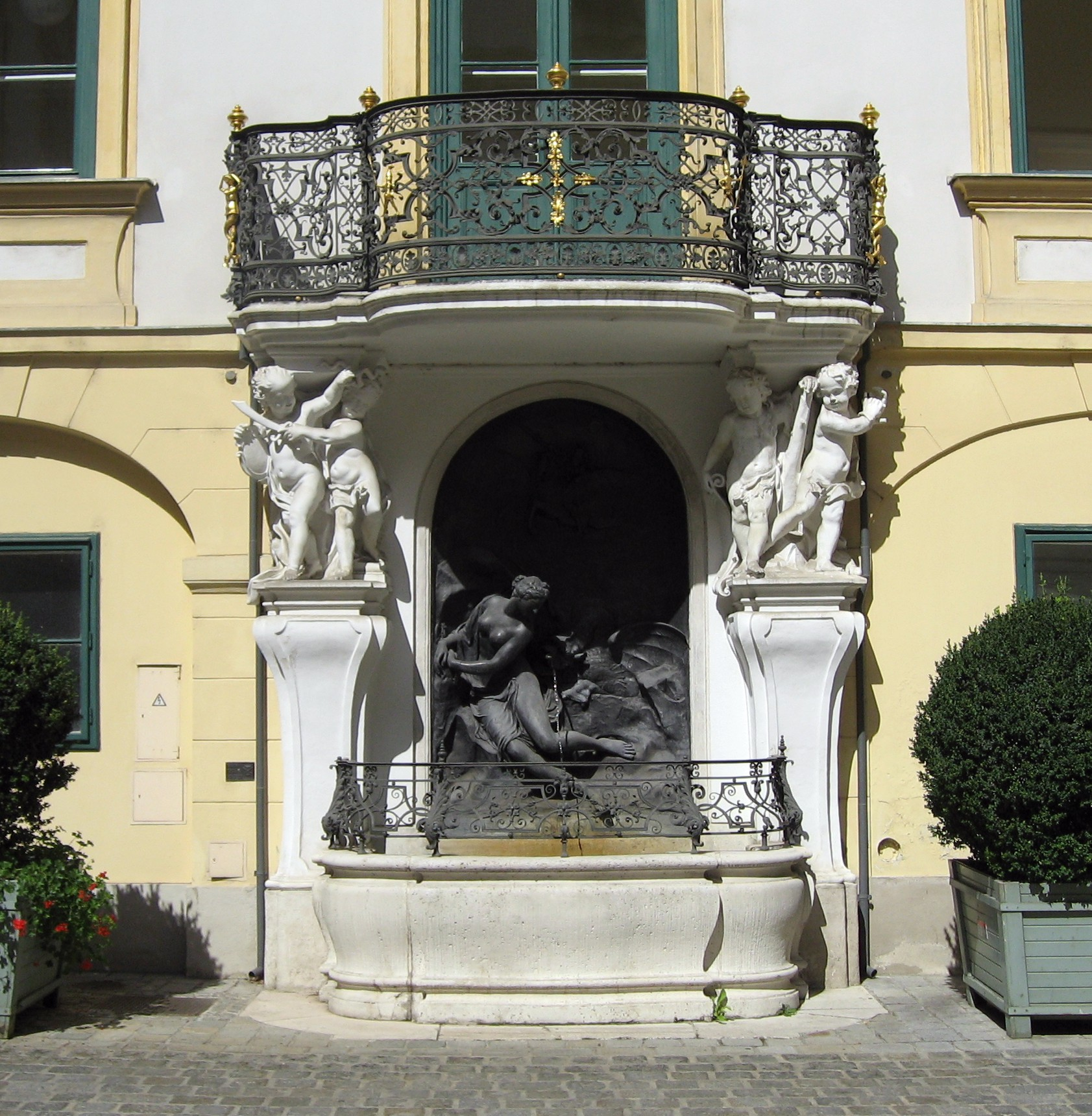
Г..Доннер. Фонтан Андромеда, прикута до скелі, рельєф на старій ратуші Відня.

Був фонтаном і рельєф з зображенням Андромеди, прикутої до скелі на стіні Старої ратуші в Відні. В дусі барокових алегорій того часу вона уособлювала Австрію, позбавлену турецької навали наприкінці 17 століття.
Останнім твором скульптора стала «П'єта» (Оплакування Христа) для собору в Гурку.
Помер у віці 49 років.

### Характеристика творчості

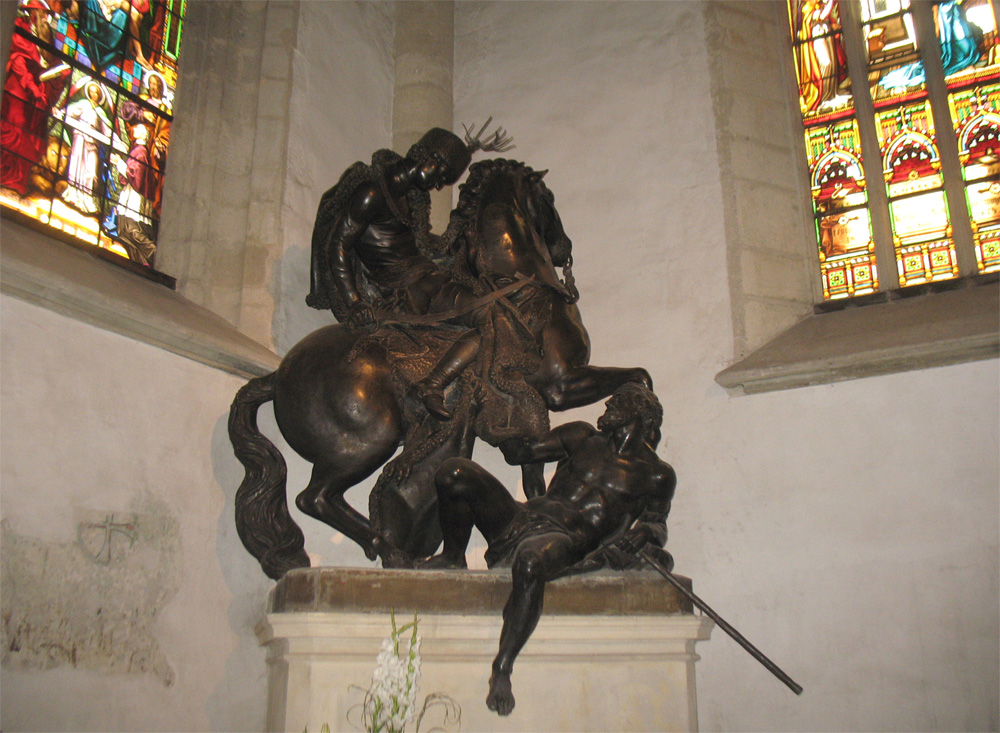
Скульптурна група «Св. Мартин і жебрак», Братислава, собор.

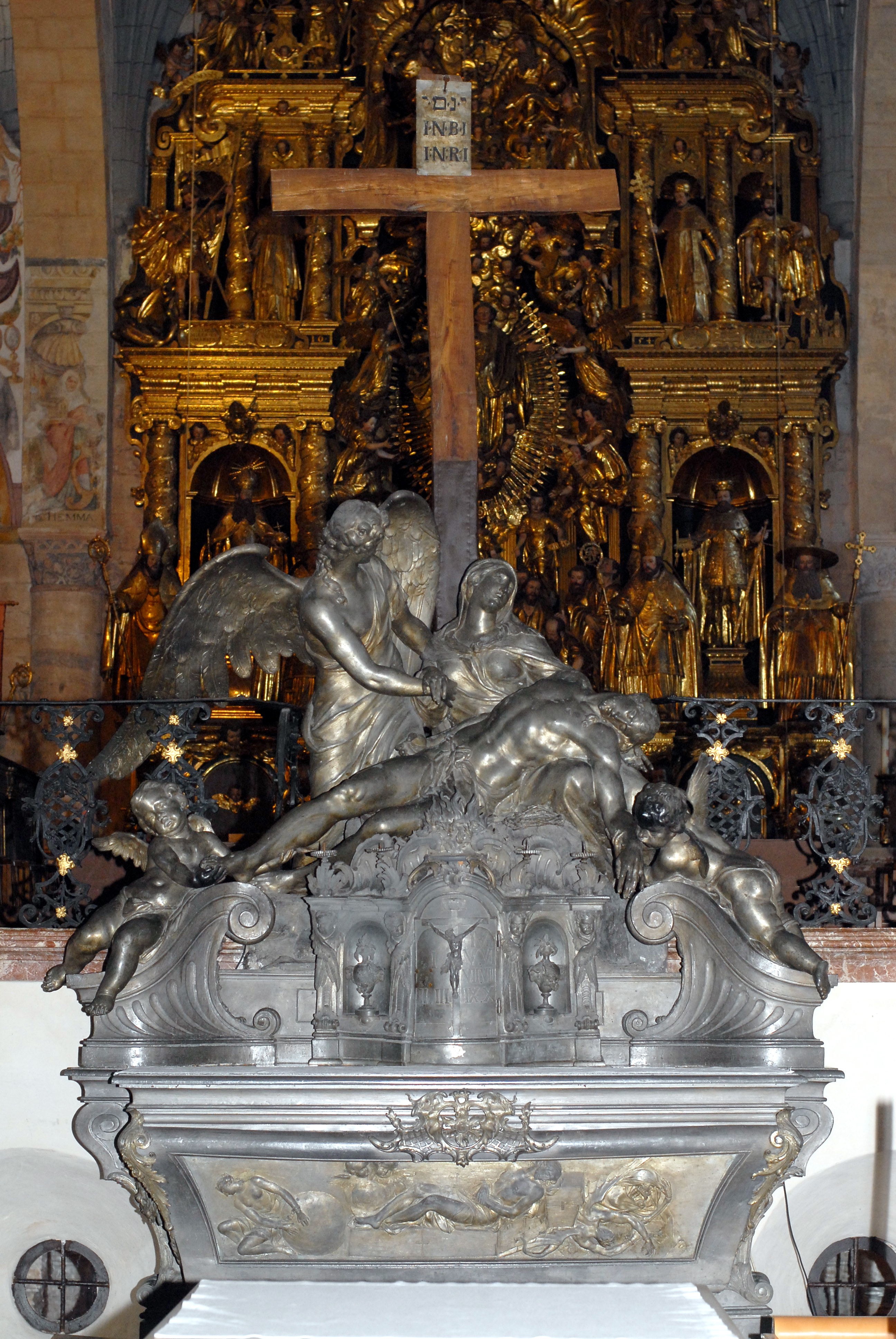
Гурк, Оплакування Христа

Термін творчої діяльності Доннера був невеликим. Якщо Франц Мессершмідт чи Балтазар Пермозер бралися за створення компліментарних барокових портретів, то Доннер працював скульптором-монументалістом. І складний, алегоричний за характером портрет-апофеоз принца Євгена Савойського — створить Пермозер, а не Доннер. Але досить подивитись на скульптурну групу «Святий Мартин віддає жебраку половину власного плаща», щоб зрозуміти, що Доннеру були підвладні і портрети, і кінні монументи, і алегорії. Більше того, він і сам створив барокові алегорії річок Марч і Еннс, які прикрасили площу Нового ринку у Відні. Їх і зараз можна бачити в Відні.

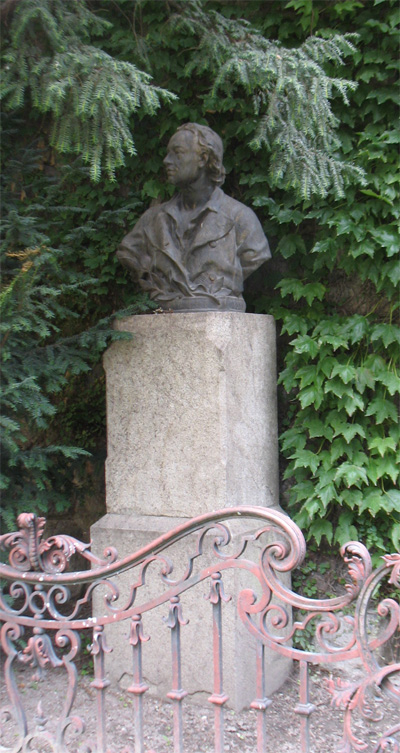
Погруддя скульптора Доннера, Братислава.

Як більшість монументалістів, Доннер працював по замовам багатих церков («Оплакування Христа», собор в Гурку, «Св. Мартин і жебрак», собор в Братиславі), так і по замовам імператора, тобто державними на той час. Його художня манера не пручалася впливам Лоренцо Берніні чи навіть італійського маньєризму (закручені жіночі фігури Андромеди, алегорії річки Марч). Але жести його скульптур позбавлені порожнього ефекту і наближені до реальності. Майстер добре відчував метал і мерехтлива поверхня шліфованих скульптур досі додає його творам виразності і наближає до довершеності. Відень не схожий за кліматом на південний Рим чи спекотний Палермо — необхідності у фонтанах Відень не мав. Цього потребувала стилістика бароко. Свинцові алегорії (оригінали) Доннера могли швидко зіпсуватися, як це сталося зі свинцевими скульптурами в Петергофі чи Літньому саду. Віденці дбайливо сховали оригінали талановитого майстра в Музей бароко, аби не втратити їх назавжди. А замінили — більш довготривалими з сплавів. Вони — уславлене надбання австрійської історії і мистецтва бароко всієї Західної Європи.

### Увічнення пам'яті
- У Відні скульптору встановлено монумент на площі Шварценплац. Він у весь зріст стоїть біля скульптурного верстата і працює над фігурою Мудрого Правління.

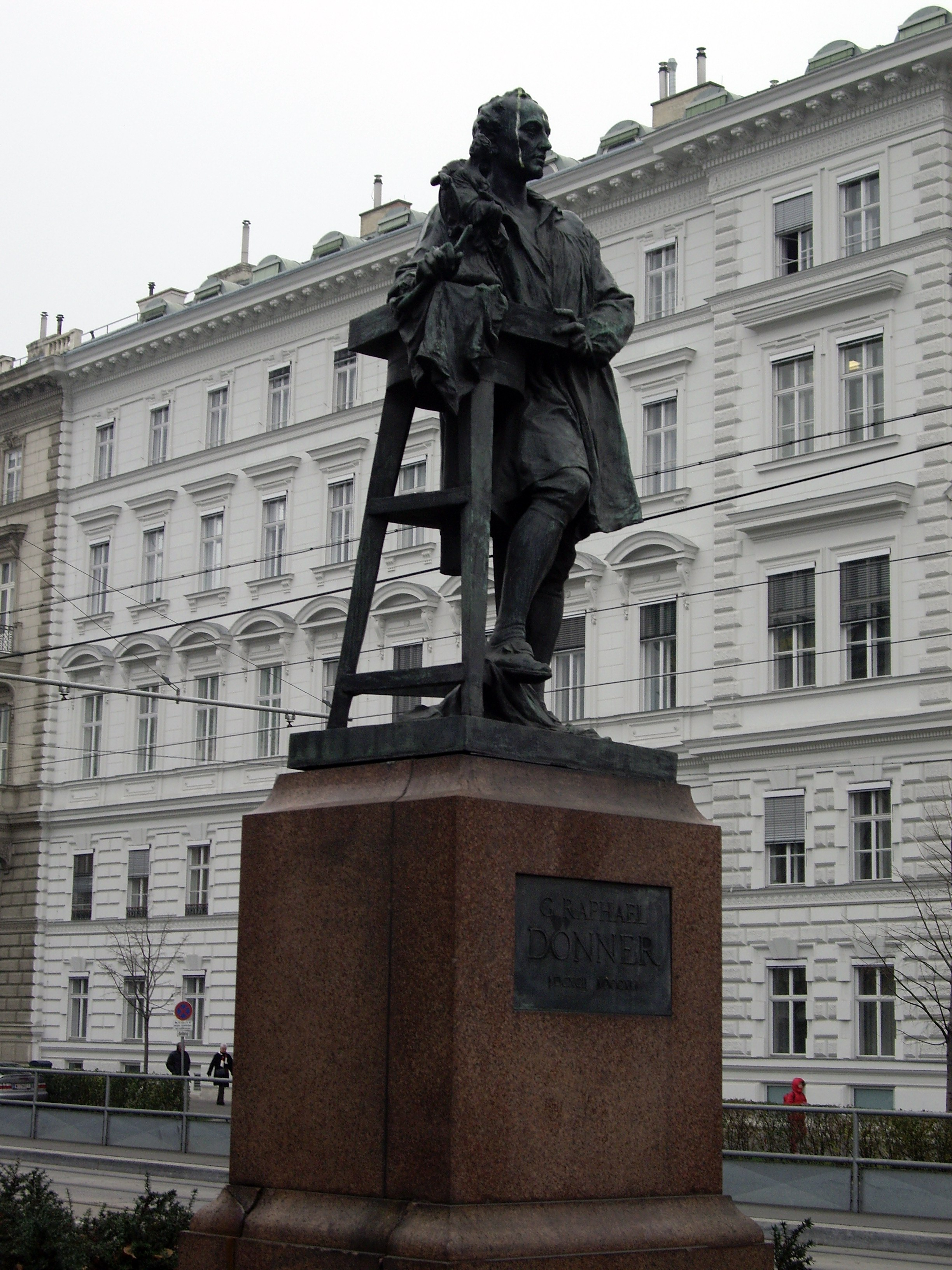
Пам'ятник Доннеру у Відні

- Погруддя скульптора встановили в Братиславі біля церкви Св. Мартина.
- Австрійська монета в 100 євро має портрет скульптора Георга Доннера[1].

### Твори Доннера в містах Західної Європи

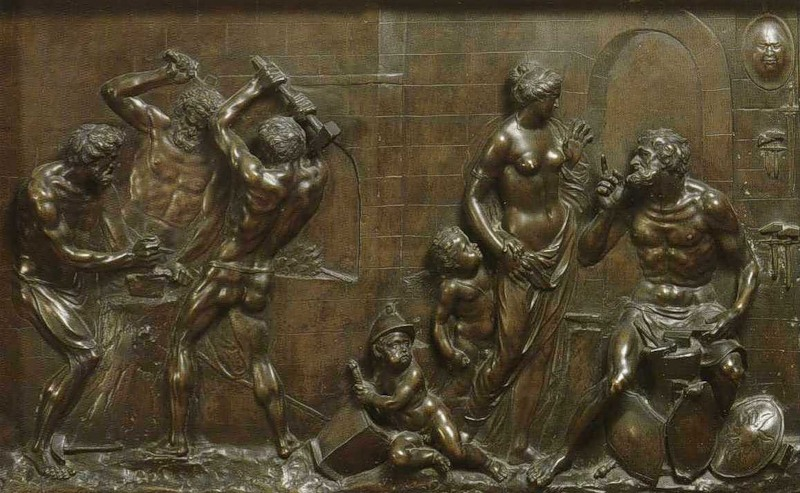
Рельєф «Венера в кузні бога Вулкана», 1735 р.

- Будапешт
- Братислава
- Відень
- Зальцбург
- Петербург